# Catena documentaria
La catena documentaria è l'insieme delle operazioni successive di raccolta, trattamento e diffusione dei documenti e delle informazioni, nella definizione dell'Associazione francese per la standardizzazione (AFNOR).
La gestione dei documenti, intesi come oggetti specifici portatori di unità informative, viene vista in modo circolare, cosicché l'informazione contenuta funge da punto di origine per la creazione di altri documenti.
Maria Pia Carosella afferma che "nella catena documentaria ogni anello si inserisce in quello adiacente: la loro reale successione può variare a seconda delle esigenze e delle opportunità".
Tra le fasi di trattamento del documento ci sono la descrizione del documento stesso e in particolare:
- descrizione formale-materiale
- descrizione bibliografica: insieme di elementi che definiscono in modo completo ed univoco un documento: autore, titolo, città, editore, pagine e prezzo.
- descrizione del contenuto: insieme di operazioni che identificano il contenuto del documento. La descrizione del contenuto si attua attraverso due operazioni: l'indicizzazione e l'abstract.

Ogni "anello" di questa catena di informazioni è formato da documenti primari e secondari. I documenti secondari sono sempre collegati ai primari e non possono esistere senza questo legame.